# Caritas Führer
Caritas Führer, geb. Böttrich (* 25. März 1957 in Karl-Marx-Stadt) ist eine deutsche Schriftstellerin.

## Leben
Caritas Führer stammt aus einem evangelischen Pfarrhaus. Da sie nicht politisch organisiert war (Pionierorganisation, FDJ) und sich konfirmieren ließ, wurde ihr der Besuch der Erweiterte Oberschule (EOS) und somit der Zugang zum Abitur verwehrt. Erfahrungen von Ausgrenzung und Repressalien im Sozialistischen Schulsystem brachte die Autorin in der 1998 als ihr Debüt erschienenen Erzählung Die Montagsangst zur Sprache.  Von 1973 bis 1977 erlernte sie den Beruf Bossiererin in der Porzellanmanufaktur Meißen, wo sie bis 1980 arbeitete. Von 1981 bis 1984 absolvierte sie ein Fernstudium am Literaturinstitut Johannes R. Becher in Leipzig und heiratete den Evangelischen Theologen Dr. Michael Führer. Sie ist Mutter von drei Söhnen. Sechs Jahre arbeitete Caritas Führer als Dozentin an der Theologischen Fachschule Malche bei Bad Freienwalde (Oder) und ist als freischaffende Autorin, Seminarleiterin und Referentin auch europaweit unterwegs. Caritas Führer ist Mitglied im „Verband deutscher Schriftsteller“. Nach einem zweijährigen Arbeitsaufenthalt in Thessaloniki/Griechenland lebt das Ehepaar seit 2014 in Dresden.
Christfried Böttrich ist ihr jüngerer Bruder.

## Werke
- Die Montagsangst. Köln: Kiepenheuer & Witsch 1998, ISBN 3-462-02698-4.

Taschenbuchausgabe: Wuppertal: Brockhaus 2001, ISBN 3-417-20588-3. (RBtaschenbuch 588).
erweiterte Neuausgabe mit einem Vorwort von Marianne Birthler Berlin: List 2012, ISBN 978-3-548-61093-1.
- Sternbild Hoffnung. Wuppertal: Brockhaus 2004, ISBN 3-417-20640-5. (RBtaschenbuch 640).
- Zutritt verboten: Erzählungen. Dessau/Göppingen: Manuela Kinzel Verlag 2006, ISBN 978-3-934071-69-8.
- Wie im Apfel der Kern: „Fröhlich sein und singen“ in der Spannung zwischen evangelischem Pfarrhaus und „real existierendem Sozialismus“. Dessau/Göppingen: Manuela Kinzel Verlag 2009, ISBN 978-3-937367-38-5.
- Die Sprache hinter den Zeichen: 112 Gedichte. Dessau/Göppingen: Manuela Kinzel Verlag 2009, ISBN 978-3-937367-37-8.
- Mit kleinen Kindern Gott begegnen: Kindergottesdienstentwürfe für das ganze Kirchenjahr für Kinder von 0 bis 5 Jahren. Witten: SCM R. Brockhaus 2010, ISBN 978-3-417-26350-3.
- Sag, dass du mein Bruder bist!: ein Kinderbuch für Jungen und Mädchen ab 9 Jahren. Göppingen: Manuela Kinzel Verlag 2011, ISBN 978-3-937367-62-0.
- KAIROS – jetzt gerade. Gedichte. Göppingen: Manuela Kinzel Verlag 2014, ISBN 978-3-95544-023-7.
- Verirrt im Paradies. Erzählungen. Göppingen: Manuela Kinzel Verlag 2016, ISBN 978-3-95544-048-0.
- Seite an Seite – ein Wegbegleiter Göppingen: Manuela Kinzel Verlag 2017, ISBN 978-3-95544-070-1.
- Geheimnisse im Silberschacht Göppingen: Manuela Kinzel Verlag 2017, ISBN 978-3-95544-084-8.